# Bobby Raps
Роберт Джон Річардсон (англ. Robert John Richardson, нар. 22 грудня 1992 року, Сент-Пол, Міннесота, Сполучені Штати Америки) — американський репер і звукорежисер. Був учасником таких колективів, як Thestand4rd, Audio Perm та Dequexatron X000. Продюсував і писав пісні для кількох відомих виконавців, зокрема The Weeknd, Lil Wayne, Future, Gunna, Lil Uzi Vert та ін.

## Кар'єра
Ще в старших класах Річардсон почав читати реп і писати біти.
У 2011 році Bobby Raps випустив свій дебютний мікстейп Gimme Daps.
У 2015 році випустив спільний мініальбом з Corbin під назвою Couch Potato, повністю спродюсований самим виконавцем. City Pages описали його як «цілком примарну дозу ефірного хіп-хопу, який звучить так, ніби Джеймс Блейк записав платівку з Ерлом Світшотом». Заголовна пісня релізу під назвою Welcome to the Hell Zone увійшла до списку «Найкращих пісень тижня» за версією журналу Complex.
У 2016 році Bobby Raps долучився до Watch the Stove, вірусної мікстейп-кампанії від Hamburger Helper.
У 2017 році випустив свій дебютний альбом Mark на лейблі Republic Records. У своїй більшості, треки були спродюсовані самим Боббі, проте платівка також містить продюсування від Shlohmo, D33J та Rex Kudo. Complex назвали його «найсильнішою роботою Боббі на сьогоднішній день».
У 2020 році випустив сингл Believe the Lie, а пізніше й музичне відео на пісню. Режисером кліпу став Алекс Говард. Lyrical Lemonade охарактеризували Боббі Репса як «багатогранного і якого неможливо запхати в якусь коробку».
У 2021 році Боббі Репс випустив альбом not scared anymore. У ньому з'явилися гостьові партії від Corbin та Casino Gwaup.
У 2023 році Skrillex запросив Bobby Raps до співпраці у двох піснях Leave Me Like This та Don't Leave Me Like This зі своїх альбомів Quest for Fire та Don't Get Too Close.

## Дискографія

### Студійні альбоми
- 2014 — Thestand4rd (з Allan Kingdom[en], Corbin та Psymun[en], як Thestand4rd)
- 2017 — Mark
- 2021 — not scared enough

### Мініальбоми
- 2015 — Couch Potato (з Corbin)

### Мікстейпи
- 2011 — Gimme Daps
- 2015 — Wicked City (з SinGrinch)
- 2015 — Weird Lil World